# Marsanne (wit druivenras)

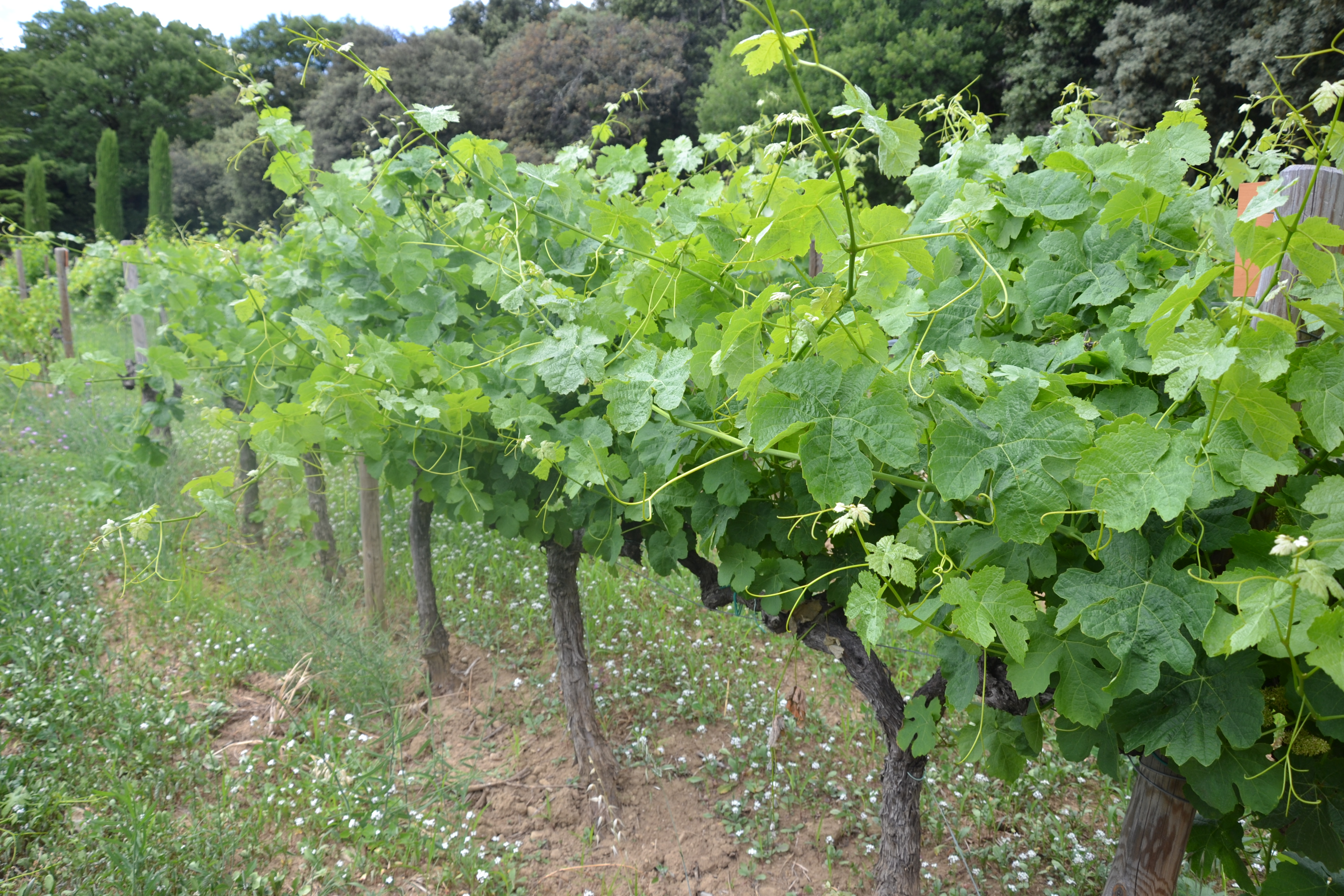
Marsanne

Marsanne is een wit druivenras dat oorspronkelijk uit het noordelijk Rhône gebied komt. Tegenwoordig wordt het ras ook in onder meer het zuidelijk Rhône gebied, Californië en in Australië (Victoria) aangetroffen, waar deze druif al sinds midden 19e eeuw aangeplant wordt. Marsanne is een van de acht toegestane druiven in de appellation Côtes du Rhône. De wijnen van Marsanne zijn in het begin fris en perzikachtig, later worden ze zwaarder en voller (honingachtig). Vaak worden ze gemengd met Roussanne of Viognier. De wijn past meestal goed bij visgerechten.

## Synoniemen[1]
- Avilleran
- Avilleron
- Champagne Piacentina
- Ermitage
- Ermitage Blanc
- Ermitazh

- Grosse Roussette
- Hermitage
- Johanniberg
- Marsan Belyi
- Marsanne Blanche
- Marzanne

- Metternich
- Rousseau
- Roussette de Saint Peray
- Roussette Grosse
- White Hermitage
- Zrmitazh